# 日本経済調査協議会
一般社団法人日本経済調査協議会（にほんけいざいきょうぎかい）は、内外の経済・政治・社会・文化・教育・技術、企業経営をはじめとする中長期の基本問題を幅広い視野に立って調査研究する機関。元内閣府所管。略称は、日経調。

## 概要
- 所在：東京都港区南麻布5-2-32 第32興和ビル6階
- 設立：1967年8月31日
- 理事長：前田晃伸